# Ajba
Ajba – wieś w Słowenii, w gminie Kanal ob Soči. W 2018 roku liczyła 68 mieszkańców.